# 张忠顺
张忠顺（1967年—），中国独立思想者，山东省烟台大学前教师，现居烟台。

## 生平
出生于山东省蓬莱市。2001年毕业于复旦大学-香港大学IMBA。2001年就教于烟台大学经济与工商管理学院，次年被聘为讲师。2007年8月因在课堂上讲授《公共伦理学》时引用1989年六四事件视频，被山东省烟台市公安局莱山区分局以利用邪教组织破坏法律实施罪拘留\逮捕。家中被搜查，电脑等被没收。2008年2月被判处有期徒刑3年。同年8月被投入山东省监狱服刑。2010年2月出狱，3月被烟台大学开除公职。